# Liste der Bodendenkmäler in Baisweil
Auf dieser Seite sind die Bodendenkmäler in der schwäbischen Gemeinde Baisweil zusammengestellt. Diese Tabelle ist eine Teilliste der Liste der Bodendenkmäler in Bayern. Grundlage ist die Bayerische Denkmalliste, die auf Basis des Bayerischen Denkmalschutzgesetzes vom 1. Oktober 1973 erstmals erstellt wurde und seither durch das Bayerische Landesamt für Denkmalpflege geführt wird. Die folgenden Angaben ersetzen nicht die rechtsverbindliche Auskunft der Denkmalschutzbehörde.

## Bodendenkmäler der Gemeinde Baisweil

### Bodendenkmäler im Ortsteil Baisweil
| Lage                | Objekt | Akten-Nr.     | Bild |
| ------------------- | --- | ------------- | ---- |
| Baisweil (Standort) | Grabhügel vorgeschichtlicher Zeitstellung und Viereckschanze der jüngeren Latènezeit.                       | D-7-8029-0001 |      |
| Baisweil (Standort) | Straße der römischen Kaiserzeit.                                                                            | D-7-8029-0002 |      |
| Baisweil (Standort) | Burgi der römischen Kaiserzeit.                                                                             | D-7-8029-0003 |      |
| Baisweil (Standort) | Villa rustica und Brandgräber der römischen Kaiserzeit.                                                     | D-7-8029-0004 |      |
| Baisweil (Standort) | Erd-/Grabenwerk vor- und frühgeschichtlicher Zeitstellung.                                                  | D-7-8029-0005 |      |
| Baisweil (Standort) | Verebnete Grabhügel vorgeschichtlicher Zeitstellung.                                                        | D-7-8029-0006 |      |
| Baisweil (Standort) | Burgstall des hohen und späten Mittelalters.                                                                | D-7-8029-0007 |      |
| Baisweil (Standort) | Grabhügel vorgeschichtlicher Zeitstellung.                                                                  | D-7-8029-0008 |      |
| Baisweil (Standort) | Grabhügel vorgeschichtlicher Zeitstellung.                                                                  | D-7-8029-0010 |      |
| Baisweil (Standort) | Erdwerk vor- und frühgeschichtlicher Zeitstellung.                                                          | D-7-8029-0012 |      |
| Baisweil (Standort) | Erd-/Grabenwerk vor- und frühgeschichtlicher Zeitstellung.                                                  | D-7-8029-0013 |      |
| Baisweil (Standort) | Grabhügel vorgeschichtlicher Zeitstellung.                                                                  | D-7-8029-0049 |      |
| Baisweil (Standort) | Grabhügel vorgeschichtlicher Zeitstellung.                                                                  | D-7-8029-0052 |      |
| Baisweil (Standort) | Römische Villa rustica.                                                                                     | D-7-8029-0054 |      |
| Baisweil (Standort) | Grabhügel vorgeschichtlicher Zeitstellung.                                                                  | D-7-8029-0138 |      |
| Baisweil (Standort) | Mittelalterliche und frühneuzeitliche Befunde im Bereich der Katholischen Pfarrkirche St. Johannes Baptist. | D-7-8029-0141 |      |

### Bodendenkmäler im Ortsteil Ingenried
| Lage                 | Objekt                                           | Akten-Nr.     | Bild |
| -------------------- | ------------------------------------------------ | ------------- | ---- |
| Ingenried (Standort) | Teilstück einer Straße der römischen Kaiserzeit. | D-7-8029-0066 |      |

### Bodendenkmäler im Ortsteil Lauchdorf
| Lage                 | Objekt                                                                                                   | Akten-Nr.     | Bild |
| -------------------- | --- | ------------- | ---- |
| Lauchdorf (Standort) | Grabhügel vorgeschichtlicher Zeitstellung.                                                               | D-7-8029-0059 |      |
| Lauchdorf (Standort) | Grabhügel vorgeschichtlicher Zeitstellung.                                                               | D-7-8029-0061 |      |
| Lauchdorf (Standort) | Mittelalterliche Abschnittsbefestigung.                                                                  | D-7-8029-0062 |      |
| Lauchdorf (Standort) | Grabhügel vorgeschichtlicher Zeitstellung.                                                               | D-7-8029-0063 |      |
| Lauchdorf (Standort) | Verebnete Grabhügel vorgeschichtlicher Zeitstellung.                                                     | D-7-8029-0124 |      |
| Lauchdorf (Standort) | Grabhügel vorgeschichtlicher Zeitstellung.                                                               | D-7-8029-0134 |      |
| Lauchdorf (Standort) | Mittelalterliche und frühneuzeitliche Befunde im Bereich der Katholischen Filialkirche Hl. Kreuz.        | D-7-8029-0143 |      |
| Lauchdorf (Standort) | Mittelalterliche und frühneuzeitliche Befunde im Bereich der Friedhofskapelle.                           | D-7-8029-0145 |      |
| Lauchdorf (Standort) | Mittelalterliche und frühneuzeitliche Befunde im Bereich der Katholischen Pfarrkirche Mariä Himmelfahrt. | D-7-8029-0146 |      |